# Etcetera (Wayne Shorter)
Etcetera è un album di Wayne Shorter, pubblicato dalla Blue Note Records solo nel 1980. Il disco era stato registrato 15 anni prima, precisamente il 14 giugno del 1965, negli studi di Rudy Van Gelder a Englewood Cliffs nel New Jersey (Stati Uniti).

## Tracce
Lato A
1. Etcetera – 6:21 (Wayne Shorter)
2. Penelope – 6:46 (Wayne Shorter)
3. Toy Tune – 7:24 (Wayne Shorter)

Lato B
1. Barracudas – 11:07 (Wayne Shorter)
2. Indian Song – 11:35 (Wayne Shorter)

## Musicisti
- Wayne Shorter - sassofono tenore
- Herbie Hancock - pianoforte
- Cecil McBee - contrabbasso
- Joe Chambers - batteria